# Campionati europei di ciclismo su strada 2010 - Cronometro maschile Under-23
La cronometro maschile Under-23 dei Campionati europei di ciclismo su strada 2010 si è svolta il 16 luglio 2010 in Turchia, con arrivo ad Ankara, su un percorso di 25,9 km. La medaglia d'oro è stata vinta dal britannico Alex Dowsett con il tempo di 31'08" alla media di 49,91 km/h, l'argento al francese Geoffrey Soupe e a completare il podio il portoghese Nélson Oliveira.

## Classifica (Top 10)
| Pos. | Corridore         | Squadra     | Tempo  |
| ---- | ----------------- | ----------- | ------ |
| 1    | Alex Dowsett      | Regno Unito | 31'08" |
| 2    | Geoffrey Soupe    | Francia     | a 14"  |
| 3    | Nélson Oliveira   | Portogallo  | a 18"  |
| 4    | Evgenij Kovalëv   | Russia      | a 25"  |
| 5    | Nicolas Bonnet    | Francia     | a 30"  |
| 6    | Jesús Herrada     | Spagna      | a 37"  |
| 7    | Gianluca Leonardi | Italia      | a 43"  |
| 8    | Valerij Kajkov    | Russia      | a 49"  |
| 9    | Kevin De Jonghe   | Belgio      | a 54"  |
| 10   | Matteo Mammini    | Italia      | a 56"  |